# Wendie Jo Sperber
Pour les articles homonymes, voir Sperber.
Wendie Jo Sperber, née le 15 septembre 1958 à Hollywood, Californie (États-Unis) et morte le 29 novembre 2005 à Sherman Oaks (Californie) est une actrice américaine.

## Biographie
Dans les années 1980, Wendie Jo Sperber joue Linda McFly, la sœur de Marty McFly (Michael J. Fox), dans la trilogie Retour vers le futur. Elle n'apparaît que dans le premier et le troisième opus de la trilogie. Il était prévu qu'elle soit également dans le deuxième film, tout comme le personnage du frère de Marty (joué par Marc McClure), mais étant enceinte au moment du tournage, elle ne peut pas y participer.
En 1997, les médecins lui diagnostiquent un cancer du sein. Après un long traitement, il semblerait que le cancer ait disparu mais en 2002, elle annonce que son cancer est réapparu et qu'il s'est répandu dans son corps. Elle continua à travailler pour la télévision et le cinéma avec sa maladie mais après 8 ans de combat, elle meurt le 29 novembre 2005.

## Filmographie
- 1978 : Crazy Day (I Wanna Hold Your Hand) : Rosie Petrofsky
- 1978 : Corvette Summer : Kuchinsky
- 1978 : Grease : Dancer
- 1979 : Dinky Hocker (TV) : Susan 'Dinky' Hocker
- 1979 : 1941 : Maxine Dexheimer
- 1980 : La Grosse Magouille (Used Cars) : Nervous Nona
- 1981 : Private Benjamin (en) (série TV) : Pvt. Stacy Kouchalakas (1982-1983)
- 1983 : The First Time : Eileen
- 1984 : Le Palace en délire (Bachelor Party) : Dr. Tina Gassko
- 1985 : Les Zéros de conduite (Moving Violations) : Joan Pudillo
- 1985 : Retour vers le futur (Back to the Future) : Linda McFly
- 1986 : Stewardess School : Jolean Winters
- 1987 : Delta Fever : Claire
- 1987 : Women in Prison (série TV) : Pam (1987-1988)
- 1990 : Cas de conscience (The Image) (TV) : Anita Cox
- 1990 : Retour vers le futur III (Back to the Future Part III) : Linda McFly
- 1992 : Hearts Afire (série TV) : Mavis Davis (1992-1993)
- 1994 : Mr. Write : Roz
- 1994 : Rendez-vous avec le destin (Love Affair) : Helen
- 1995 : Mr. Payback: An Interactive Movie : Woman With Kitten
- 1995 : Le Retour de Rick Hunter (The Return of Hunter) (TV) : Lucille
- 1996 : Big Packages
- 1999 : Desperate But Not Serious : Landlady
- 2000 : Pissed : Wendy
- 2002 : Sorority Boys : Professor Bendler
- 2003 : My Dinner with Jimi : Louella